# Ángulo poliedro
Un ángulo poliedro es la región del espacio limitada por tres o más semirrectas con un origen común, llamado vértice. Cada semirrecta es una arista del ángulo poliedro, y dos de estas aristas consecutivas forman un plano llamado cara. Dos caras consecutivas forman un ángulo diedro. El ángulo poliedro más sencillo es un ángulo triedro, formado por tres caras.
Cuando el ángulo poliedro está todo él en el mismo semiespacio respecto a cada una de sus caras, se dice que es convexo, siendo cóncavo en caso contrario.
Una propiedad del ángulo poliedro es que tiene el mismo número de caras y de diedros que de aristas. Cada cara es menor que la suma de las demás. Además, los ángulos de todas sus caras, y por tanto el ángulo poliedro en sí, suman un ángulo menor a 360°.